# Refuge de l’Arpont
Die Refuge de l’Arpont ist eine Schutzhütte, die sich im Département Savoie in der Region Auvergne-Rhône-Alpes befindet. Die auf einer Höhe von 2309 m liegende Schutzhütte gehört der Verwaltung des Nationalparks Vanoise.

## Geschichte

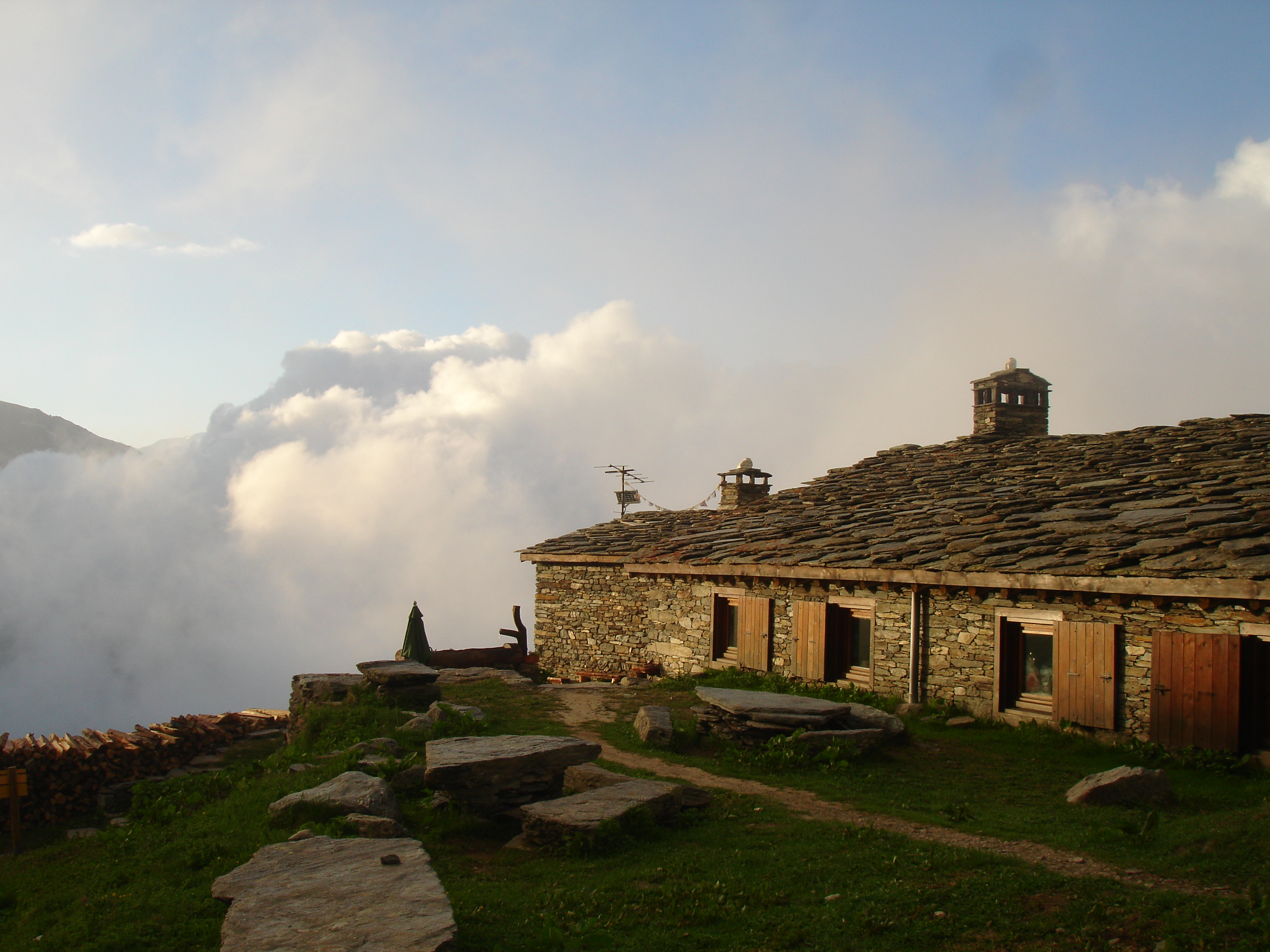
Die Schutzhütte vor der Renovierung

Das heutige Gebäude wurde im Jahr 1969 errichtet. Vor Errichtung der Schutzhütte gab es eine Hirtenbehausung, die der Familie Arnaud aus Termignon gehörte. Letzte große Renovierungsarbeiten erfolgten in den Jahren 2012 und 2013.

## Informationen
Die Hütte wird von Anfang Juni bis Mitte September bewirtschaftet. Gegen Zahlung darf auch in der Nähe der Hütte gezeltet werden. 

## Zustieg
Der Zustieg erfolgt einige hundert Meter nördlich des Ortskerns von Termignon. Nach Überquerung der Doron de Termignon über die Brücke Pont du Chatellard beginnt der ca. 3-stündige Anstieg zur Hütte, bei dem man ca. 950 Höhenmeter bewältigt. Nach ca. 2 Stunden erreicht man die Alm namens Mont. Ab dort nimmt man den Weg, der Teil des GR 5 ist.

## Tourenmöglichkeiten
Über einen 13 km langen Höhenweg kann man die Schutzhütte Refuge du Col de la Vanoise erreichen. Für diese Verbindung sollte man inklusive einer Rast 8 Stunden einrechnen.
Von der Schutzhütte führen Zustiege auf folgende Gipfel:
- Dôme de Chasseforêt 3586 m
- Dôme de l'Arpont 3601 m
- Dôme du Génépy 3551 m

## Ausflüge
Der See Lac de l’Arpont sowie der Arpont Gletscher.